# Luces de bohemia
Luces de bohemia és una obra teatral de Ramón María del Valle-Inclán. Publicada en una primera versió per lliuraments setmanals entre el 31 de juliol i el 23 d'octubre de 1920 en el setmanari España, el 1924 se n'edita la versió definitiva, revisada i reeditada amb tres escenes més. No s'estrenaria a Espanya fins al 1970. Dotze escenes en una estructura circular que mostren la misèria d'un país opressor i decadent on la premsa era servil, la monarquia corrupta, l'Església una institució mesquina, la política un acudit i la bohèmia una drecera de mandrosos.
Considerada Luces de bohemia una de les seves obres més importants, amb ella Valle-Inclán inaugura un nou gènere teatral, l'«esperpent», i seria el primer dels quatre textos que el mateix autor consideraria d'aquest gènere. En l'escena dotzena de l'obra, el mateix protagonista ho considera com una manera de mirar el món.

## Argument
L'obra narra les últimes hores de la vida de Max Estrella, un «hiperbòlic andalús, poeta d'odes i madrigals» ja ancià, miserable i cec que va gaudir en algun moment de cert reconeixement. En el seu pelegrinatge per un Madrid fosc, tèrbol, marginal i sòrdid, l'acompanya don Latino de Hispalis i li donen la rèplica alguns altres personatges de la bohèmia madrilenya de l'època. En els seus diàlegs s'aboquen de forma magistral crítiques a la cultura oficialista i a la situació social i política d'una Espanya condemnada a no reconèixer els seus genis. Després de múltiples vicissituds, l'obra acaba amb la mort de Max Estrella i es prolonga amb la seva vetlla. El drama es tanca amb un borratxo que crida: Cráneo previlegiado!, expressió que es repeteix al llarg de la història i que resumeix l'enfocament esperpèntic d'aquesta.
A partir de la figura de Max Estrella transcendeix l'anècdota del fracàs i la mort d'un escriptor anat a menys. L'obra es converteix en una paràbola tràgica i grotesca de la impossibilitat de viure en un país deforme, injust i opressiu, com és l'Espanya del 1920 degradada i desconsiderada pel poble i plena de corrupció.

## Relació amb la figura de Sawa

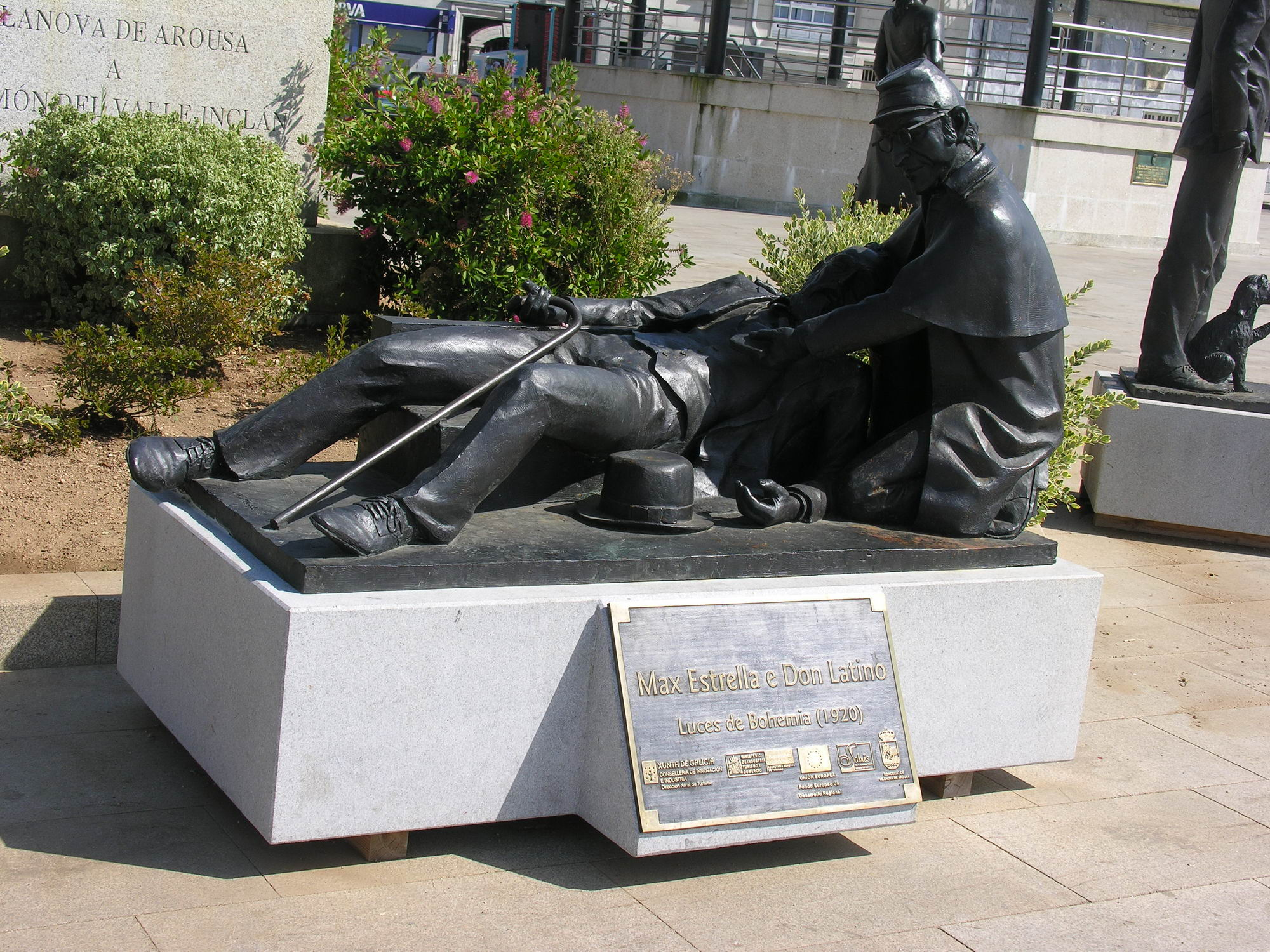
Estàtua a Vilanova de Arousa, Max Estrella i Don Latino.

Hi ha notables paral·lelismes entre Max Estrella i la seva història, i la de l'escriptor bohemi Alejandro Sawa, amic de l'autor. Ja va suggerir Alonso Zamora Vicente que la mort de Sawa onze anys abans de la publicació de Luces de Bohemia va poder influir en Valle-Inclán. Ell mateix relata les condicions de la seva mort en una carta:
| «                                     | Estimat Darío: Vinc a veure'l després d'haver estat a casa del nostre pobre Alejandro Sawa. He plorat davant del mort, per ell, per mi i per tots els pobres poetes. Jo no puc fer res, vostè tampoc, però si ens ajuntem uns quants alguna cosa podríem fer. Alejandro deixa un llibre inèdit. El millor que ha escrit. Un diari d'esperances i tribulacions. El fracàs de tots els seus intents per a publicar-lo i una carta on li retiraven la col·laboració de seixanta pessetes que tenia a El Liberal, el van tornar boig en els seus últims dies. Una bogeria desesperada. Volia matar-se. Va tenir el final d'un rei de tragèdia: boig, cec i furiós | » |
| — Carta de Valle-Inclán a Rubén Darío | |   |

A més de l'evident paral·lelisme entre la carta que esmenta Valle-Inclán i la que rep Max del Buey Apis i la seva reacció en veure's en la misèria, Sawa també va morir cec. També la situació familiar del personatge és similar a la del poeta real, casats tots dos amb dones franceses i amb una filla. La novel·la esmentada és Iluminaciones en la sombra, que es publicaria un any després de la mort de Sawa amb un pròleg de Rubén Darío.
Encara que Rubén Darío no va assistir a l'enterrament de Sawa, sí que està reflectit així a Luces de bohemia, acompanyat del Marquès de Bradomín, personatge d'obres anteriors de l'autor, el seu més celebrat «alter ego».
En publicacions posteriors sobre el tema, molts identifiquen directament la història de Luces de bohemia com una crònica fictícia dels últims dies d'Alejandro Sawa.

## Glossari
Glossari elaborat pel net de l'autor, Joaquín del Valle-Inclán.
Per ordre d'aparició a l'obra:
| Terme                              | Escena     | Situació | Significat |
| ---------------------------------- | ---------- | --- | --- |
| El buey Apis                       | Escena I   | Revista per a la qual treballava Max Estrella, i que li remet la carta que apareix en la primera escena.                                                                | El nom es refereix al bou Apis de la mitologia egípcia. És una referència al personatge del mateix nom de la novel·la del Pare Coloma, Pequeñeces. S'entén per la primera escena que es tracta de la revista per a la qual Sawa treballava escrivint cròniques. |
| Mal Polonia recibe a un extranjero | Escena II  | Salutació de Max en entrar a la botiga de Zaratustra al començament de l'escena.                                                                                        | És una cita procedent de la primera intervenció de Rosaura al començament de l'obra de Calderón de la Barca, La vida es sueño. |
| Salutem plúriman                   | Escena II  | Salutació de Don Gay en entrar a la botiga de Zaratustra. | Procedeix de la fórmula de salutació llatina «Salutem plurimam dicit». |
| Palmerín de Constantinopla.        | Escena II  | Llibre que Don Gay ha reproduït durant la seva estada a Anglaterra. | És un llibre fictici. No obstant això, com Palmerines es coneix a una sèrie de llibres de cavalleries, és possible que sigui una picada d'ullet. |
| Lenin                              | Escena II  | Don Latino referint-se a les exageracions de l'Evangeli i comparant-les amb les de Lenin.                                                                               | Dirigent revolucionari rus i líder bolxevic. |
| Gran Secta Teosófica               | Escena II  | Nomenada per Don Latino. | Es refereix a la Teosofia i la Societat Teosòfica. |
| Aceite albando                     | Escena II  | Part de la resposta de Max a Don Gay sobre la religió a Espanya. | D' albar, 'enblanquinar, bullir'. Oli bullent. |
| Real Orden                         | Escena II  | Max adverteix a Zaratustra sobre la possibilitat que la dona del coronel li demani per Reial ordre que li compti l'argument de la novel·la per lliuraments que segueix. | Disposició amb força de llei dictada pel sobirà. |
| Me espera un cabrito viudo         | Escena III | Frase d'Enriqueta la Pisa Bien. | Segons l'anotació de Zamora Vicente, «era molt freqüent en la parla vulgar madrilenya per a donar idea que "no m'espera ningú", "faig el que em dona la gana"».                                                                                                 |
| Castelar                           | Escena III | El noi de la taberna diu que Pica Lagartos té l'opinió que Max és «un segon Castelar».                                                                                  | Va ser un polític i president de la Primera República Espanyola. |
| Mala sombra                        | Escena III | Li ho diu Max al noi de la taverna. | Segons Zamora, «una persona que pretén fer gràcia sense aconseguir-ho». |
| Haciéndose cruces en la boca       | Escena III | Així diu Max que es quedaran la seva dona i la seva filla després de la seva mort.                                                                                      | «'No menjar, no haver menjat'. La frase se solia accentuar fent el senyal de la creu sobre la boca». |
| Rute                               | Escena III | Beguda que demana Enriqueta la Pisa Bien. | Anís destil·lat al poble de Rute, a Córdoba. |
| A ver si te despeino               | Escena III | Frase del Rey de Portugal a Enriqueta la Pisa Bien. | Significa donar una pallissa i «és acceptació que ve del llenguatge entremesístico del Segle d'Or». |
| Quince                             | Escena III | El que demana Max a Pica Lagartos. | «Got de vi que valia quinze cèntims». |
| Doctrinarios                       | Escena III | Li ho diu Pica Lagartos a Don Latino i Max. | Segons Zamora, «fanàtics, enemics de l'orde». |
| Don Manuel Camo                    | Escena III | De qui don Pica Lagartos era barber el seu pare. | Manuel Camo Nogues, polític d'Osca durant la Restauració. Era membre del partit de Castelar fins que el va deixar per diferència d'opinions. |
| Colegio de los Escolapios          | Escena III | Esmentat per la Pisa Bien al borratxo. | Col·legi de l'orde religiós de caràcter educatiu dels Escolapis. |
| Don Jaime                          | Escena III | La Pisa Bien es pregunta si el borratxo és est viatjant d'incògnit. | Jaume de Borbó, pretendent carlista al tron espanyol com Jaume III. |
| Acción Ciudadana                   | Escena III | S'hi referixen la Pisa Bien y Pica Lagartos. | Associació dretana que va col·laborar amb el govern en el manteniment de l'ordre. |
| La Cruz Colorada                   | Escena III | La Pisa Bien es refereix a si mateixa com a «Enfermera Honoraria de la Cruz Colorada» com metàfora de la seva dedicació.                                                | La Creu Roja, que tant interès despertava en Victòria Eugènia, esposa d'Alfons XIII. |
| Héroes del Dos de Mayo             | Escena III | «¡Vivan los héroes del Dos de Mayo!», crita el Borratxo. | Es refereix a l'Aixecament del 2 de maig de 1808 contra les tropes de Napoleó. |

## Personatges

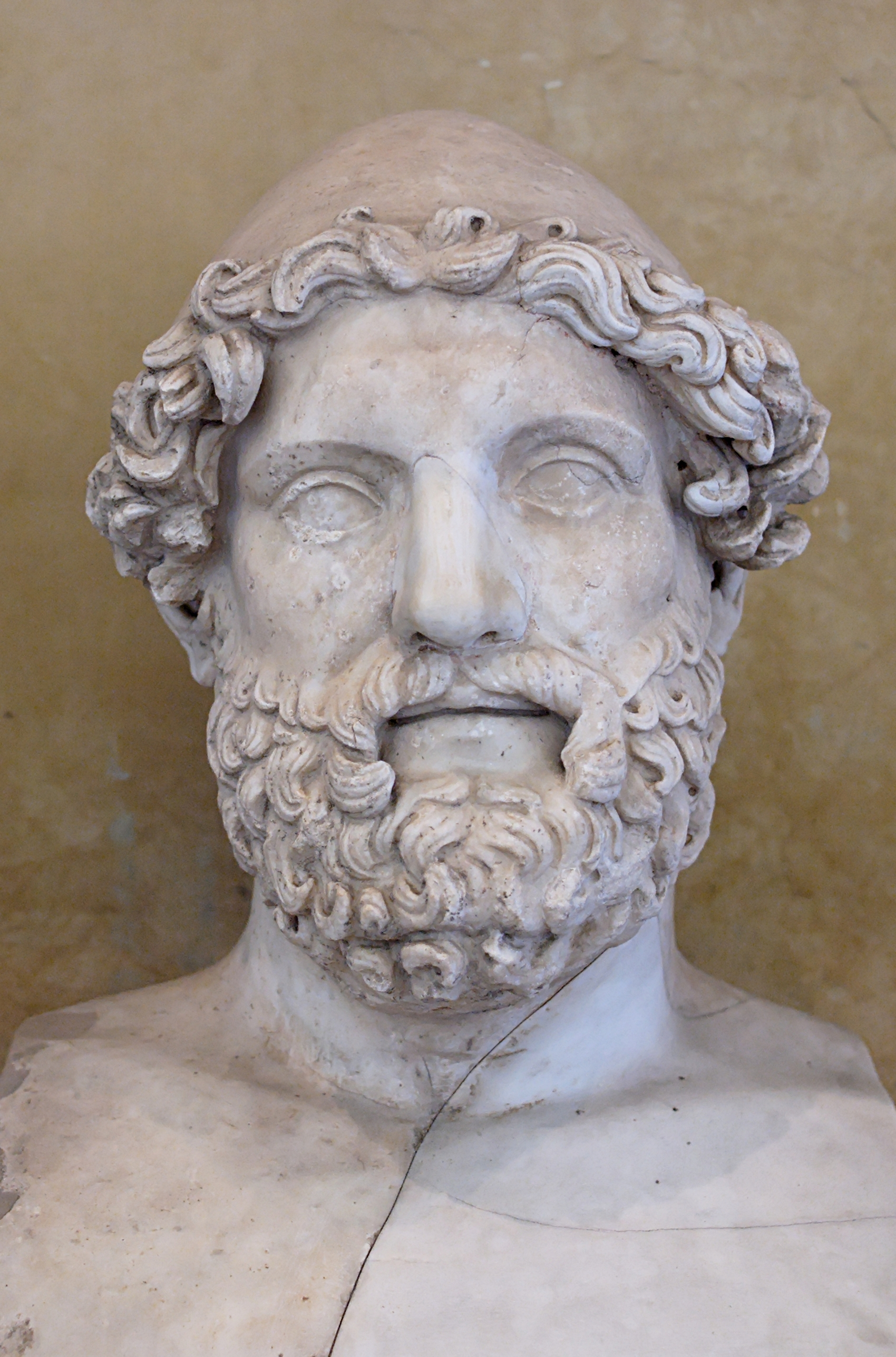
Valle Inclán descriu Max Estrella: «(...) escampada sobre el pit la bella barba amb flocs de cabells blancs. El seu cap arrissat i cec, d'un gran caràcter clàssic-arcaic, recorda els Hermes».

- Max Estrella. El protagonista, Max Estrella, és un escriptor bohemi que s'ha quedat cec i en la misèria. El llibre narra la seva última nit, en la qual recorre mig Madrid amb el seu amic i representant Don Latino de Híspalis. És complex i esplèndid. En ell s'ajunten l'humor, la queixa, la dignitat i la indignitat. Té una amarga consciència de la seva mediocritat. Parla de manera mordaç i altres vegades de forma molt profunda. Destaca la seva fúria contra la societat. També, com en l'autor, existeix el sentiment de fraternitat cap als oprimits (la prostituta). Té molts trets de la personalitat de l'autor.
- Madame Collet, la seva dona, és francesa, igual que l'esposa d'Alejandro Sawa.
- Claudinita és la filla de tots dos.
- Don Latino de Hispalis és un ancià asmàtic que ven mala literatura i, com a bohemi golfant s'acosta al bohemi heroic (Max). Un autèntic cínic i canalla. Es pot entendre com la part més negativa del personatge el qual retrata Max Estrella, Alejandro Sawa.
- Rubén Darío.
- Marquès de Bradomín. Aquest personatge és el protagonista de les Sonatas (de otoño, estío, primavera e invierno) de Ramón María del Valle-Inclán, en les quals es narra la biografia fictícia d'aquest personatge. És l'alter ego de l'autor.
- Pica Lagartos. Amo d'una taberna a Madrid.
- La Pisa Bien. Enriqueta "La Pisa Bien" és una jove de baixa classe social, que reflecteix a la societat marginal pròpia del Madrid de l'època. Té malament un ull, es tracta d'una noia bruna amb escassa cultura.
- El ministre. Es tracta d'un personatge al qual Max acudeix amb la intenció d'obtenir, com ell mateix diu, "una solució i un càstig", després de les vexacions policials sofertes per Max; segons les seves pròpies paraules: "He estat injustament detingut, inquisitorialmente torturat [...]". No obstant això, finalment és el mateix Max qui, satíricament, es presta a aquest joc corrupte acceptant un sou per part d'aquest ministre mentre aquest sigui ministre. Aquest personatge podria estar inspirat en la figura de Raúl Méndez-Villamil, un polític de l'època de Valle-Inclán.
- Zaratustra. És un venedor de llibres, estafador i d'escassa moral. Manca d'escrúpols fins i tot a l'hora d'estafar a un cec ancià. En l'obra, és un dels personatges més animalitzats; deformat per la mirada esperpèntica, les seves intervencions estan a l'altura de les dels animals de la pròpia botiga. Valle-Inclán es va inspirar en un llibreter real, Gregorio Pueyo, editor del modernisme.[12]
- Don Gay Peregrino. "home alt, flac, torrat del sol. Vesteix un vestit d'antic voluntari cubà, calça espardenyes i es cobreix amb una gorra anglesa". Així és descrit pel mateix Valle-Inclán. El seu nom veritable és Don Peregrino Gay, però es va intercanviar de posició el seu nom. Va escriure una crònica de la seva vida.
- Dorio de Gádex, Rafael de los Vélez, Lucio Vero, Mínguez, Gálvez, Clarinito y Pérez. Son membres dels Epígonos del Parnaso Modernista.
- Pres català: inspirat en l'anarquista Mateu Morral, apressat i assassinat per, suposadament, posar una bomba contra Alfons XIII.

Altres personatges més o menys importants són: La noia de la portera; un taulatger de Taverna; el Rei de Portugal; un borratxo; joves modernistes; Pitito, capità dels guardes municipals; un serè; la veu d'un veí; dos guàrdies de l'ordre; Serafín el Bonito; un zelador; un pres; el clauer; el porter d'una redacció; Don Filiberto, redactor del cap; Dieguito, secretari de la seva excel·lència; un uixer; una vella pintada i La Lunares; un jove desconegut; la mare del nen mort; el penyorador; el guàrdia i l'altre guàrdia; la portera; un paleta; una vella; la drapaire; el retirat, tots del barri; una altra portera; una veïna; Basilio Soulinake (identificat per la bibliografia amb Ernesto Bark); un cotxer de la funerària; dos enterramorts; el pollastre de Pay-Pay; el periodista; torbes, guàrdies, gossos, gats i un lloro.

## Estructura
- Escena I: presentació de la casa i dels personatges: Claudinita, Max i la seva dona. Max és acomiadat. Apareix Don Latino. Max té al·lucinacions i recorda la vida bohèmia del passat.
- Escena II: escena a la llibreria. Discussió de Max i Zaratustra pels diners mal pagats pels llibres. Es produeix una deformació mitjançant l'animalització. Apareix Gay Pelegrino que lloa Anglaterra i critica Espanya. Critica el fanatisme de la religió. Aquesta és la primera escena política.
- Escena III: Aquesta escena transcorre a la taverna de Pica Lagartos. Apareix Picalagartos, La Pisa Bien i el Rei de Portugal. Max li dona la seva capa a un nen perquè la vengui, i així aconseguir diners per a comprar un dècim de loteria. Al carrer s'està produint la guerra del proletariat.
- Escena IV: Transcorre al carrer. Max li compra el dècim a la Pisa Bien i es troba amb Dorio de Gadex. Aquí veiem els efectes dels disturbis. També es produeix la discussió amb els modernistes. La policia deté en Max, qui s'havia burlar d'ells, i el porten al ministeri.
- Escena V: Aquí es produeix l'arribada al ministeri i Max és portat al calabós; és llavors quan Max i Don Latino se separen per primera vegada. A continuació es produeixen dues escenes paral·leles.
- Escena VI: Parlen Max i l'anarquista català sobre la mala situació de l'obrer i del capitalisme. La solució és la revolució. Escena política.
- Escena VII: On Don Latino va a la redacció del periòdic a protestar pel succeït a Max. Critica als funcionaris.
- Escena VIII: Max veurà el ministre. Record de la vida bohèmia. En aquesta escena es veu reflectida la malversació dels fons a més de la poca professionalitat del ministre. També es produeix l'animalització de Don Latino.
- Escena IX: Aquesta transcorre al Cafè Colón. Hi ha ambient burgès. Aquí es produeix la trobada amb Rubén Darío. Es produeix el record de la vida bohèmia a París, a més de les al·lucinacions de Max sobre París. Se'ns reflecteix el contrast Cafè - Taverna.
- Escena X: En aquesta escena es produeix un passeig pels jardins, per l'ambient nocturn. Escena on apareixen les prostitutes amb les quals tenen contacte Max i Don Latino.
- Escena XI: Escena política on es reflecteixen les conseqüències de la vaga del proletariat, i on es veu reflectit el dolor d'una mare per la mort del seu fill. L'anarquista és afusellat. Es reflecteixen els diferents punts de vista de la repressió policial.
- Escena XII: És el retorn a casa a la qual Max no arriba perquè està malalt (es queda tirat al portal de la seva casa). En aquesta escena Max defineix la teoria de l'esperpent, poc abans de morir. També es produeix una crítica d'Espanya. Don Latino l'abandona al portal, abans d'anar-se'n li roba la cartera al cec Max, que està morint. A la porta el troba la portera.
- Escena XIII: Vetlla de Max a casa seva. Es produeix un enfrontament entre Claudinita i Don Latino. Apareix un pedant, Basilio Soulinake qui crea confusió quan diu que Max no és mort creant expectació entre els presents.
- Escena XIV: Se situa al cementiri, on s'ha produït l'enterrament de Max. Apareixen Rubén Darío i el Marquès de Bradomín, els quals dialoguen sobre la mort.
- Escena XV: Aquesta transcorre a la taverna de Picalagartos. Don Latino beu molt perquè li ha tocat la loteria, el bitllet l'havia robat anteriorment a Max. En aquest capítol es produeix el suïcidi de la dona i la filla de Max, i se'ns reflecteix clarament l'actitud de Don Latino.

### Temps
El temps de l'obra transcorre en tot just 23 hores i mitja. Les dotze primeres escenes abasten el mig dia, des de la sortida a la tarda-nit, fins a la mort de Max a l'alba, i les escenes 13, 14, 15 es desenvolupen en la seva vetlla i enterrament, els quals duren altres 12 hores. Valle-Inclán comet diverses contradiccions, de vegades ens parla de la caiguda de les fulles, o de la primavera, encara que potser va ser escrit a dretcient per a ressaltar l'esperpent.

### Lloc
L'acció transcorre al Madrid decadent —«absurd, brillant i famolenc»— de la dècada de 1920, una lectura esperpentitzada del Madrid galdosià. També cau en contradiccions fent coincidir en el temps personatges que mai van arribar a coexistir, ja que uns havien mort quan uns altres no havien nascut. El recorregut es fa de forma seqüencial pels següents passos:
1. Casa de Max Estrella — Carrer de San Cosme
2. Cueva de Zaratrustra — Pretil de los Consejos
3. Taberna de Pica Lagartos — Carrer de la Montera
4. Buñolería Modernista — Chocolatería San Ginés (Pasadizo de San Ginés, 5)
5. Ministeri de la Governació — Puerta del Sol n. 7
6. Café Colón — Carrer Colón
7. Paseo con jardines — Passeig de Recoletos
8. Calle del Madrid austriaco — Carrer de Felipe IV
9. Costanilla — Costanilla de los Desamparados

## Temàtica
L'obra és una forta crítica social que fa Valle-Inclán sobre l'Espanya dels anys 1920, a través dels personatges de l'obra, basats en la teoria de l'esperpent, la qual és una Espanya degradada, desconsiderada amb el poble pla i plena de corrupció.
Es tracta d'una obra que està escrita en el context dels anys 1920, quan a l'Estat espanyol convivien les lluites obreres, el pistolerisme i l'auge de la vida bohèmia. Aquesta bohèmia, plena d'artistes, escriptors i creadors, inundava els carrers de Barcelona i Madrid, on van néixer i van créixer moviments literaris als cafès i cantines, com l'ultraisme. Luces de Bohemia ens mostra el Madrid bohemi més sòrdid de la mà del poeta Max Estrella, pobre i desesperat, que ha estat acomiadat d'un diari i intenta vendre la seva novel·la de la mà del seu amic Don Latino de Hispalís, un xarlatà i un mentider. Valle Inclán va observar un món grotesc amb la finalització de la Primera Guerra Mundial i es va inspirar en autors obscurs amb una forta càrrega política i social: el Greco, pintor que invoca allò diví, i Francisco Goya, autor tenebrós i crític social.
A través de l'obra, que transcorre durant 24 hores pel centre de Madrid, descobrim la peripècia del poeta Max Estrella per reclamar els diners de la publicació de la seva obra i, mentrestant, coneixem l'esperpent: «el gènere literari que es caracteritza per la representació d'una realitat deformada i grotesca i la degradació dels valors consagrats en un a situació ridícula». Segons Pedro Salinas, el gènere es va inaugurar amb aquesta obra, que n'és un dels màxims exponents, però ja estava formulat literàriament a La pipa de Kif, publicada el 1919.

## Estrena
L'obra, sota el títol de Lumières de bohème, es va estrenar al Palais de Chaillot de París el 21 de març de 1963, amb direcció de George Wilson i interpretació de Bruno Balp.
A Espanya, dirigida per José Tamayo, es va estrenar al Teatre Principal de València l'1 d'octubre de 1970, amb el següent elenc: Carlos Lemos (Max Estrella), Agustín González, María Luisa Ponte, Manuel Gallardo, María Jesús Lara i Margarita Calahorra. Per la estrena al Teatro Bellas Artes de Madrid un any després Carlos Lemos substituí Rodero en el paper principal.
El Grupo Tiempo, en col·laboració amb el Teatro Estudio de Sevilla (TES), va presentar el seu muntatge en el Teatre Nacional "Lope de Vega" (Sevilla) a l'octubre de 1981, amb Carlos Álvarez-Nóvoa en el paper de Max Estrella, Juan Furest com a ministre de la Governació, Vicente Palacios com Dieguito i Ramón Resino en la direcció i en el paper de don Latino de Hispalis. L'obra es va reposar en aquest teatre al juny de 1982 i al maig de 1983 i, en aquests anys, es van fer representacions en diferents escenaris: Auditórium de Còrdova, Algesires, castell de Sanlúcar de Barrameda, presons d'homes i de dones de Sevilla,...
Es va reposar el 1984, amb direcció de Lluís Pasqual, amb José María Rodero encapçalant el repartiment i un cartell integrat per Nuria Gallardo, Montserrat Carulla, Carlos Lucena, Helio Pedregal, Félix Rotaeta, Manuel Alexandre, Vicky Lagos, Carlos Mendy, Ana María Ventura, Rosario García Ortega, José Segura, Francisco Merino i Juan José Otegui entre d'altres.
La companyia Ur Teatro va presentar la seva versió de l'obra el 2002 en un muntatge dirigit per Helena Pimenta i protagonitzat per Ramón Barea com Max Estrella.
En 2012 el Centre Dramàtic Nacional va estrenar de nou l'obra, dirigida per Lluís Homar i amb Gonzalo de Castro com Max Estrella, i acompanyat també per Isabel Ordaz, Miguel Rellán, José Ángel Egido, Fernando Albizu, entre d'altres.
En 2018 es representa de nou a Madrid en el Teatre María Guerrero, amb direcció de Alfredo Sanzol i interpretació a càrrec de Chema Adeva, Jorge Bedoya, Josean Bengoetxea, Juan Codina, Paloma Córdoba, Lourdes García, Paula Iwasaki, Jorge Kent, Ascen López, Jesús Noguero, Paco Ochoa, Natalie Pinot, Gon Ramos, Kevin de la Rosa, Ángel Ruiz i Guillermo Serrano.

## Al cinema
Luces de bohemia fou portada al cinema per Miguel Ángel Díez en 1985 amb un guió adaptat per Mario Camus.